# Villaseco de los Reyes (kommunhuvudort)
Villaseco de los Reyes är en kommunhuvudort i Spanien.   Den ligger i provinsen Provincia de Salamanca och regionen Kastilien och Leon, i den centrala delen av landet, 220 km väster om huvudstaden Madrid. Villaseco de los Reyes ligger 773 meter över havet och antalet invånare är 415.
Terrängen runt Villaseco de los Reyes är platt. Runt Villaseco de los Reyes är det mycket glesbefolkat, med 2 invånare per kvadratkilometer. Närmaste större samhälle är Ledesma, 17,3 km sydost om Villaseco de los Reyes. Trakten runt Villaseco de los Reyes består i huvudsak av gräsmarker.